# Jane Kerr
Jane Kerr (Canadá, 12 de mayo de 1968) es una nadadora canadiense retirada especializada en pruebas de estilo libre y estilo mariposa, donde consiguió ser medallista de bronce olímpica en 1988 en los 4 x 100 metros estilos.

## Carrera deportiva
En los Juegos Olímpicos de Seúl 1988 ganó la medalla de bronce en los relevos de 4 x 100 metros estilos (nadando el largo de mariposa), con un tiempo de 4:10.49 segundos, tras Alemania Oriental (oro) y Estados Unidos (plata), siendo sus compañeras de equipo las nadadoras: Lori Melien, Allison Higson, Andrea Nugent, Keltie Duggan y Patricia Noall.